# Robin Vane-Tempest-Stewart
Robin Vane-Tempest-Stewart, właśc.: Edward Charles Stewart Robert Vane-Tempest-Stewart, 8. markiz Londonderry (ur. 18 listopada 1902, zm. 17 października 1955) – brytyjski arystokrata, syn Charlesa Vane-Tempest-Stewarta, 7. markiza Londonderry i Edith Chaplin, córki 1. wicehrabiego Chaplin.
Pracował jako honorowy attaché ambasady brytyjskiej w Rzymie oraz jako dyrektor Londonderry Collieries. W latach 1931–1945 zasiadał w Izbie Gmin jako deputowany z okręgu Down. W 1949 r. odziedziczył tytuł markiza Londonderry i zasiadł w Izbie Lordów. Zapalony fan piłki nożnej, w latach 1939–1946 był prezesem Arsenalu Londyn.
31 października 1931 r. poślubił Romaine Combe (1916 - 19 grudnia 1951), córkę majora Boyce'a Combe'a. Robin i Romaine mieli razem syna i córkę:
- Annabel Vane-Tempest-Stewart (ur. 13 czerwca 1934), żona sir Jamesa Goldsmitha, ma dzieci
- Alexander Charles Robert Vane-Tempest-Stewart (ur. 7 września 1937), 9. markiz Londonderry